# بودواسیلاش
بودواسیلاش (به مجاری:  Bódvaszilas) یک شهرداری در مجارستان است که در ناحیه ادلنی واقع شده‌است. بودواسیلاش ۱۹٫۲۲ کیلومتر مربع مساحت و ۱٬۲۰۲ نفر جمعیت دارد.